# Sun Yat-sens nationella universitet

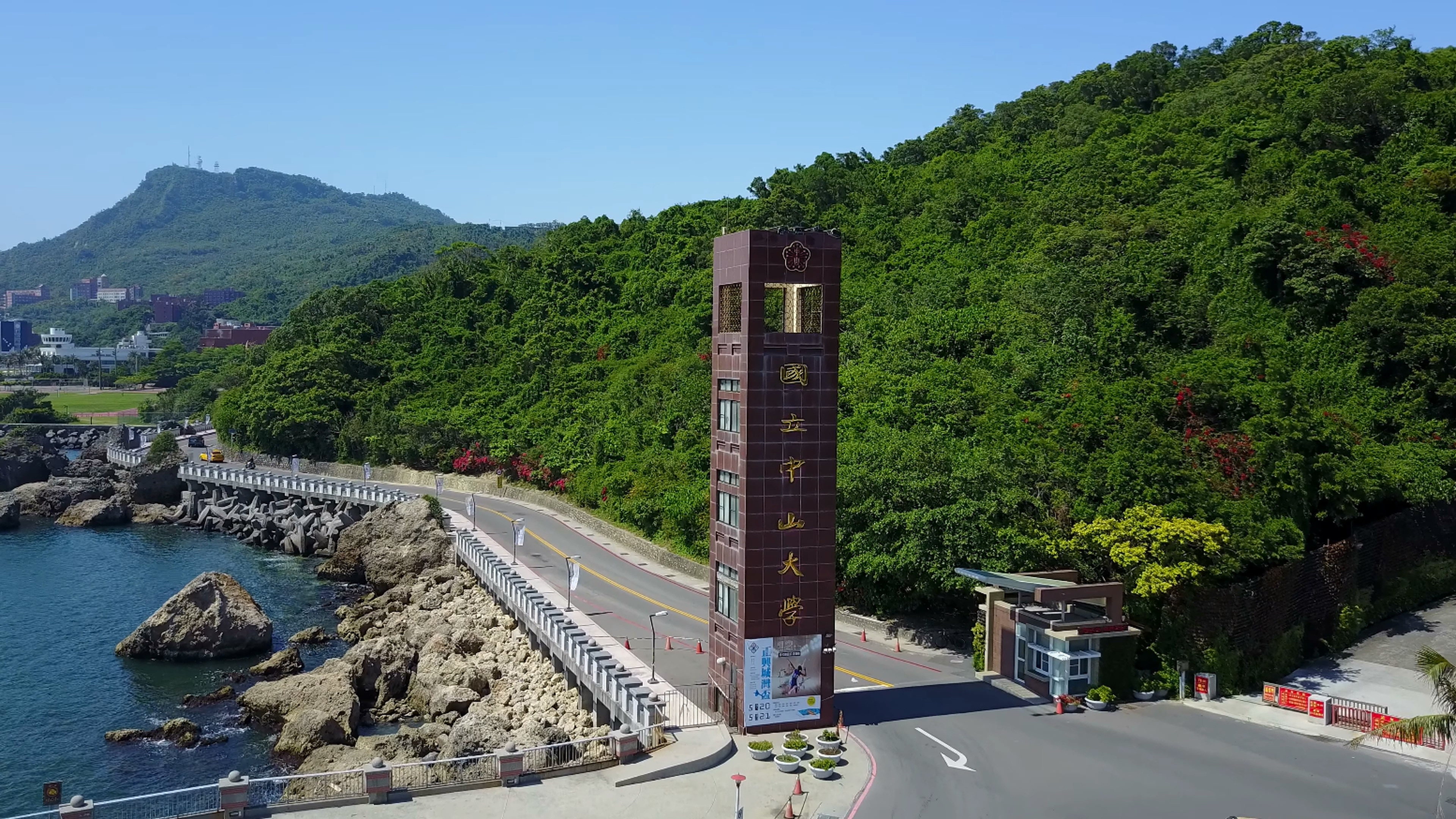
Universitetsingången

Sun Yat-sens nationella universitet (traditionell kinesiska: 國立中山大學)  är ett offentligt forskningsintensivt universitet som är känt som ett säte för oceanologi och förvaltningsstudier i Kaohsiung, Taiwan och Dongshaöarna, Sydkinesiska havet. I vardagligt tal är universitetet känt som "NSYSU". Universitetet har cirka 9 000 studenter (2014).
Uppkallat efter Sun Yat-sen grundades NSYSU 1980 som en nyetablerad version av det ursprungliga Sun Yat-sen universitetet. Detta återupprättande möjliggjordes genom insatser av alumner både från det ursprungliga Sun Yat-sen universitetet och det historiska Sun Yat-sen universitetet i Moskva.
NSYSU är det första nationella omfattande universitetet i södra Taiwan, de första topp 6 forskningsuniversiteterna i hela landet, och bland de bästa maritima högskolorna och handelshögskolorna i Östasien. Universitetet består huvudsakligen av tankvetenskapslärare och många forskningscentra. Dess handelshögskola, marina vetenskapskollegiet, samhällsvetenskapliga högskolan, tillämpade vetenskapsprogram och genomsnittskandidatlön har rankats de tre första platserna i Taiwan i olika internationella rankningar och universitetet är också ofta rankat bland världens över 400 universitet.
Beläget vid sidan av Kaohsiungs hamn och en militärbas, NSYSU campus omgiven på tre sidor av berg och också står inför det öppna vattnet i Taiwansundet, gör det här till en naturlig fästning.

## Traditionell kultur
Sun Yat-sens nationella universitet (NSYSU) ligger i Kaohsiung City, den största hamnstaden i Taiwan. Baserat på den akademiska stilen som betonar hav och handel är det inte bara födelseplatsen för Taiwans första högskola för maritim vetenskap utan är också unik när det gäller värd för vattensportaktiviteter direkt på campus. NSYSU:s examenskrav för studenterna inkluderar demonstration av simförmåga. NSYSU har också ett regelbundet förhållande med vindsurfing och det prestigefyllda Osaka universitet i Japan. Dessutom har NSYSU ett särskilt systerskolförhållande med University of California, San Diego (UCSD) i USA, ett forskningsuniversitet med en liknande akademisk stil och som också ligger nära en kust. NSYSU & UCSD Joint Symposium har hållits i Kaohsiung och La Jolla omväxlande varje år sedan 2015.
Amerikanska Institutet i Taiwan (AIT) utfärdade ett officiellt uttalande i juni 2021:
… universitetet (NSYSU) för att vara en av Taiwans främsta institutioner för högre utbildning och en av AIT:s mest stadiga partner för att främja relationen mellan USA och Taiwan.

## College
- College of Liberal Arts
- College of Science
- College of Engineering
- College of Management
- College of Marine Sciences
- College of Social Sciences
- College of Medicine
- Si-Wan College

### National Key Fields Colleges
NSYSU har två National Key Fields-högskolor etablerade baserat på det särskilda dekretet National Key Fields Industry-University Cooperation and Skilled Personal Personal Training:
- Avancerad halvledarforskning
- Internationell finansiell forskning